# Skeliwka (przystanek kolejowy)
Skeliwka (ukr. Скелівка, ros. Скелевка) – przystanek kolejowy w miejscowości Felsztyn, w rejonie samborskim, w obwodzie lwowskim, na Ukrainie.
Przystanek istniał przed II wojną światową.